# Ningchengopterus
Ningchengopterus es un género de pterosaurios pterodactiloideos que vivió en el Cretácico Inferior de China; ha sido hallado en la Formación de Yixian. El nombre del género alude al distrito de Ningcheng, en Mongolia Interior. Se conoce a partir del esqueleto casi completo de un espécimen juvenil que muestra también algunos tejidos blandos como la membrana de las alas y algo de piel.